# Ghilarza
Ghilarza là một đô thị ở tỉnh Oristano trong vùng Sardinia, có khoảng cách khoảng 100 km về phía bắc của Cagliari và cách khoảng 30 km về phía đông bắc của Oristano. Tại thời điểm ngày 31 tháng 12 năm 2004, đô thị này có dân số 4.597 người và diện tích là 53,5 km².
Đô thị Ghilarza có các frazione (đơn vị cấp dưới) Zuri.
Ghilarza giáp các đô thị: Abbasanta, Aidomaggiore, Ardauli, Bidonì, Boroneddu, Busachi, Fordongianus, Norbello, Paulilatino, Sedilo, Soddì, Sorradile, Tadasuni, Ulà Tirso.